# لباسة حذاء
لبّاسة حذاء أو لبّاسة أحذية أو لبيسة حذاء أو القَرْن هو أداة ذات مقبض قصير ينتهي برأس أطول يشبه الملعقة يُستخدم لتسهيل لبس الأحذية.